# Actinopus echinus
Actinopus echinus is een spinnensoort in de taxonomische indeling van de muisspinnen (Actinopodidae).
Het dier behoort tot het geslacht Actinopus. De wetenschappelijke naam van de soort werd voor het eerst geldig gepubliceerd in 1949 door Cândido Firmino de Mello-Leitão.